# Лайтинен, Мика
Мика Антеро Ла́йтинен (фин. Mika Antero Laitinen; род. 5 марта 1973 года) — финский прыгун с трамплина. Олимпийский чемпион и двукратный чемпион мира в командных турнирах.

## Карьера
На международной арене дебютировал 3 марта 1990 на домашнем этапе в Лахти, где выступал в качестве прыгуна национальной группы и занял 37-е место. Первые очки Кубка мира заработал в январе 1992 года, став 12-м на этапе в Предаццо.
В восемнадцатилетнем возрасте дебютировал на Олимпийских играх. В Альбервиле выступал во всех трёх видах программы. Был пятым на нормальном трамплине, 19-м на большом. А в командном соревновании вместе с Ари-Пеккой Никколой, Ристо Лаакконеном и Тони Ниеминеном завоевал золотую олимпийскую медаль.
В постолимпийском сезоне 1992/93 Лайтинен практически не выступал, лишь дважды выходил на старт кубковых этапов и не набирал очков, а олимпийский сезон 1993/94 пропустил полностью.
В конце 1994 года на большом трамплине в словенской Планице был вторым, впервые в карьере поднявшись в тройку сильнейших на этапе Кубка мира. В том же сезоне на чемпионате мира в канадском Тандер-Бей завоевал две медали. В личном турнире на нормальном трамплине финн стал третьим, проиграв только двум японцам Таканобу Окабэ и Хирое Сайто. На большом трамплине был 13-м, а в командном турнире вместе с Никколой, Яни Сойниненом и Янне Ахоненом завоевал золотую медаль, впервые став чемпионом мира.
Мика Лайтинен блестяще начал сезон 1995/96. Из девяти первых этапов он выиграл пять, уверенно лидировал в общем зачёте. После победы в Оберхофе на первом этапе Турне четырёх трамплинов финн был главным фаворитом Турне, но на втором этапе в Гармиш-Партенкирхене упал, получил травму и вынужден был пропустить почти весь остаток сезона. В общем зачёте Лайтинен оказался шестым, что стало для него наилучшим результатом в карьере.
В 1997 году на чемпионате мира в Тронхейме сборная Финляндии вместе с Лайтиненом защитила чемпионский титул в командном первенстве на большом трамплине. В личных турнирах дважды был 23-м.
На второй в карьере Олимпиаде финский летающий лыжник остался без медалей. В личных турнирах дважды занимал места в конце второго десятка, а в командном турнире финская сборная стала пятой.
В 1999 году выступил на чемпионате мира в Рамзау, остался там без медалей и по окончании сезона принял решение завершить спортивную карьеру.